# ATC-kod R: Andningsorganen
ATC-kod R: Andningsorganen är en del av klassificeringssystemet ATC (Anatomical Therapeutic Chemical Classification System) för läkemedel och vissa andra medicinska produkter. ATC utvecklas av WHO och består av alfanumeriska koder indelade i grupper utifrån anatomi, medicinsk funktion och läkemedelstyp på 5 olika kodnivåer. Denna sida listar innehållet i en specifik grupp på den första nivån.

## R Andningsorganen
R01 Medel vid nässjukdomar
R02 Medel vid sjukdomar i strupe och svalg
R03 Medel vid obstruktiva luftvägssjukdomar
R05 Medel mot hosta och förkylning
R06 Antihistaminer för systemiskt bruk
R07 Övriga medel vid sjukdomar i andningsorganen

### Engelska
- WHO Collaborating Centre for Drug Statistics Methodology - ATC Index
- WHO Collaborating Centre for Drug Statistics Methodology - ATCvet Index

### Svenska
- SIL online
- FASS.se - ATC
- FASS.se - Veterinär-ATC
- Sök läkemedelsfakta - Läkemedelsverket
- Socialstyrelsen : Klassifikationer
- Nationellt produktregister för läkemedel - NPL